# Butch Ballard
George Edward "Butch" Ballard (26 de diciembre de 1918 - 1 de octubre de 2011)  fue un baterista de jazz estadounidense que tocó con Louis Armstrong, Count Basie y Duke Ellington.

## Biografía
Ballard nació en Camden, Nueva Jersey y creció en la sección Frankford de Filadelfia.  Cuando era niño, seguía los desfiles de la Legión Americana cerca de su casa, centrándose especialmente en el baterista.  Cuando tenía unos 10 años, el padre de Ballard le compró una batería a un prestamista y comenzó a tomar lecciones por 75 centavos cada una.  Recibió el apodo de "Butch" en honor a Machine Gun Butch, un personaje de la película The Big House (1930).  Asistió a la Northeast High School en Filadelfia.  Cuando tenía 21 años, se casó con Jessie, para quien compró una casa en Filadelfia en 1950. 

## Carrera
Cuando tenía unos 16 años, Ballard escuchó a la banda de Herb Thornton en el Boys Club de Filadelfia.  Le permitieron tocar con ellos y un hombre que lo escuchó lo invitó a unirse a una banda.  Durante los meses siguientes, llevó su batería por toda Filadelfia para ensayar.  En 1938, Ballard comenzó a tocar con la banda de Louis Armstrong, The Dukes.  Actuó con ellos durante algunos años.  En 1941, comenzó a tocar con la Orquesta Cootie Williams, actuando con Ella Fitzgerald, Sarah Vaughan, Dinah Washington y Pearl Bailey. 
Durante la Segunda Guerra Mundial, Ballard se unió a la Marina de los Estados Unidos y sirvió en el 29º Batallón de Construcción Especial en Guam y el Pacífico Sur.  Mientras prestaba servicio, tocó en la banda militar.  Después de la guerra, regresó a Filadelfia y luego fue a la ciudad de Nueva York, donde trabajó con músicos como Eddie "Lockjaw" Davis, Eddie Vinson, Arnett Cobb y Clark Terry. 
Conoció y se hizo amigo del baterista Shadow Wilson, que tocaba con la orquesta de Count Basie. A finales de la década de 1940, Wilson dejó la orquesta de Basie para unirse a la banda de Woody Herman y Basie invitó a Ballard a California para reemplazarlo. 
En 1950, Ballard recibió una llamada telefónica de Duke Ellington, quien había oído hablar de Ballard por su hijo Mercer.  Ellington lo invitó a unirse a su banda en una gira europea y Ballard navegó a Francia.  El baterista habitual de Ellington, Sonny Greer, estaba demostrando ser cada vez menos confiable debido a su consumo de alcohol, y Ellington contrató a Ballard como suplente.  Tocó con músicos como Harry Carney, Paul Gonsalves, Jimmy Hamilton, Billy Strayhorn, Kay Davis y Chubby Kemp y Wendell Marshall.  Después de la gira, Ellington le pidió que reemplazara permanentemente a Greer, pero Ballard se negó, ya que no quería cambiar su método de batería para adaptarse a Ellington.  Ellington, que quería un baterista que utilizara bombos dobles, contrató en su lugar a Louie Bellson .  Ballard continuó tocando con Ellington en 1952-1953 e hizo grabaciones con él, como "Satin Doll". 
En la década de 1960, Ballard comenzó a dirigir su propia banda en Filadelfia.  Ballard tocó con muchos músicos durante su carrera, entre ellos John Coltrane, Freddie Green, Harry "Sweets" Edison, Clark Terry, Emmett "Rev" Berry, Bardu Ali, Willie Cook, Cat Anderson, Arnett Cobb, Lucky Millinder, Bootsie Barnes, Bob Dorsey, Eddy Vincent y Mercer Ellington. 
Ballard se convirtió en profesor de música a mediados de la década de 1980 y atendía a unos 12 estudiantes por semana.  En sus últimos años, también tocó con la Philadelphia Legends of Jazz Orchestra. 

## Premios y honores
El 1 de diciembre de 2006, Ballard recibió el premio Mellon Jazz Community Award por su carrera musical y su continua educación de jóvenes músicos de jazz. 

## Discografía

### Como acompañante
- Eddie "Lockjaw" Davis, Count Basie Presents Eddie Davis Trio + Joe Newman (Roulette, 1958)
- Duke Ellington, Ellington '55 (Capitol, 1954)
- Duke Ellington, Ellington Showcase (Capitol, 1955)
- Johnny Hodges, A Memory of Johnny Hodges (Master Jazz, 1970)
- Johnny Hodges, Ellingtonia! (Onyx, 1974)
- Lee Lovett, Lee + 3 (Wynne, 1959)
- Lee Lovett, Misty (Strand, 1962)
- Clark Terry, Squeeze Me! (Chiaroscuro, 1989)